# سارگپه بنرمن
سارگپه بنرمن (نام علمی: Buteo bannermani) نام یک گونه از سرده سارگپه است.